# Derek Shepherd
Derek Christopher Shepherd è stato uno dei personaggi più importanti della serie televisiva Grey's Anatomy, interpretato da Patrick Dempsey, marito di Meredith Grey. Il soprannome del personaggio, McDreamy (in italiano "Dottor Stranamore"), è stato scelto personalmente da Shonda Rhimes.

## Biografia
Derek Christopher Shepherd nasce nel 1966 in una famiglia della classe medio-bassa a New York, unico maschio in una famiglia di cinque figli. Suo padre muore, quando lui è ancora un bambino, in una sparatoria nel suo negozio; Derek e sua sorella Amelia erano presenti. Assieme alle sue sorelle completa la scuola di medicina per poi divenire neurochirurgo. Sua sorella Nancy si laurea in ostetricia e ginecologia, Kathleen è una psichiatra, Amy (Amelia) è anche lei un neurochirurgo, e Liz è una psicologa. Il miglior amico d'infanzia di Derek è Mark Sloan, di famiglia più agiata ma con un background emotivo carente, e per questo viene considerato come un sesto figlio per la famiglia Shepherd.
Derek sposa la sua ragazza conosciuta nella scuola di medicina, Addison Montgomery. Sembrano condurre uno stile di vita benestante, possedendo un'elegante casa a Manhattan con vista su Central Park, una casa negli Hamptons e gestendo le proprie professioni private. Ma il loro successo e i carichi di lavoro impegnativi causano una tensione nel loro matrimonio, e i due si allontanano, e Addison tradisce Derek con il suo miglior amico, Mark.
Dopo aver scoperto Addison a letto con Mark, Derek dichiara finito il suo matrimonio e si trasferisce a Seattle, accettando un'offerta di lavoro del suo ex-insegnante, ovvero il Dott. Richard Webber, come capo di neurochirurgia al Seattle Grace Hospital. Da questo momento vive in una roulotte su un'ampia proprietà in riva al fiume.
Professionalmente, Derek è considerato un chirurgo di successo, essendo spesso indicato come uno dei migliori chirurghi statunitensi. Ha inoltre portato a termine numerose procedure complicate e rischiose, incluse un'operazione stand-still, doppi bypass cerebrali, e un intervento di separazione di adulti gemelli siamesi. La sua sicurezza viene scossa quando il suo intervento causa al dottor Preston Burke un tremore, ma Derek rimane un chirurgo competente e abile che non ha dimenticato l'importanza della compassione e modi rassicuranti nel trattare con i pazienti.
La famiglia è molto importante per Derek. La sua decisione di lavorare sul suo matrimonio è basata per la maggior parte sul suo senso del dovere verso Addison come sua famiglia, la donna con cui ha diviso “undici compleanni, undici Feste del Ringraziamento, e undici Natali”. Benché talvolta seccato dalla sua opprimente madre e dalle sorelle, è tuttavia cosciente della loro vicinanza e non ha dubbi che tutte e quattro le sue sorelle sarebbero al suo capezzale se mai stesse male. Il suo profondo dolore per il tradimento di Mark è aggravato dalla sua visione di Mark come un fratello, l'unica influenza maschile costante nella sua vita dopo la morte di suo padre. Ha nove nipoti femmine e cinque maschi. Benché Derek ne volesse, Addison ha ammesso di non essere pronta per dei bambini.
Muore il 23 aprile 2015, a causa di un incidente d'auto.

## Storia del personaggio

### Prima stagione
Appena arrivato a Seattle, Derek incontra la dottoressa Meredith Grey in un bar e i due passano la notte insieme, per scoprire il giorno successivo che lei è una nuova tirocinante. Nonostante una ritrosia iniziale, Meredith accetta di frequentare Derek, ma lui inizialmente non la informa riguardo al suo matrimonio. La sua personalità e l'aspetto gli valgono il soprannome di “Dottor Stranamore” (McDreamy, in inglese). La relazione procede bene ma subisce un brusco arresto all'arrivo a Seattle di Addison (ex moglie di Derek) per un consulto.

### Seconda stagione
Nonostante porti con sé le pratiche per il divorzio, Addison rende evidente che se Derek è disposto a darle una possibilità, lei è pronta a dare al loro matrimonio una seconda chance. Il senso del dovere di Derek prevale e lascia Meredith, anche se innamorato davvero di lei, per tornare dalla moglie.
La scelta non è facile a causa dei forti sentimenti che prova per Meredith. Poco prima di Natale, confessa ad Addison di essere ancora innamorato di Meredith nonostante sia tornato con lei e non voglia lasciarla; la situazione si complica ulteriormente quando i due ospitano il cane di Meredith, Doc. L'amore per Meredith continua a tenere Derek emotivamente distante da Addison. Quando Meredith comincia a uscire con Finn Dandridge, il veterinario di Doc, Derek diviene così geloso che Addison lo affronta davanti a tutti in ospedale riguardo a questa infatuazione e chiede perfino a Meredith se vada ancora a letto con Derek.
Durante un ballo all'ospedale, il rapporto tra Derek e Meredith raggiunge il punto di non-ritorno. Meredith va al ballo con Finn, il veterinario, e Derek con Addison ma Derek non riesce a distogliere lo sguardo da Meredith.
Consapevole delle attenzioni dell'ex fidanzato, Meredith decide con una scusa di allontanarsi e Derek, a sua volta, ne inventa un'altra per seguirla. Dopo un acceso diverbio riguardo alle attenzioni e alle gelosie di Derek nei suoi confronti, tutti i sentimenti di Meredith per Derek si ripresentano prepotentemente. I due si baciano e hanno un rapporto sessuale nella stanza degli esami.

### Terza stagione
Meredith viene chiamata da Callie, che li scopre a rivestirsi, per assistere Izzie prima di poter discutere con Derek sulle implicazioni di quanto accaduto.
Il giorno seguente Addison trova le mutandine di Meredith nella giacca di Derek, mentre lui per la prima volta confessa a Meredith di essere innamorato di lei da sempre.
Sentendosi in colpa, Derek si reca nella stanza di albergo di Addison per scusarsi, ma la trova con Mark, il migliore amico di Derek con cui Addison aveva già tradito l'ormai ex marito, il quale decide di restare al Seattle Grace.
Sentendosi incerta, Meredith decide di uscire sia con Derek sia con Finn prima di decidere tra i due. La sua decisione finale è che Derek è l'uomo per lei e rompe con Finn. Commette però l'errore di comunicarlo a Derek proprio subito dopo che lui ha scoperto che tra Addison e Mark non è stata la storia di una notte, come lei gli aveva fatto credere, ma che i due avevano vissuto insieme due mesi dopo la sua partenza. Derek è infastidito sapendo che ha tentato di salvare il suo matrimonio per nulla e che se lui avesse lasciato finire subito il suo matrimonio, ora lui e Meredith sarebbero felici insieme.
Seguendo il consiglio della sorella Nancy, la quale non vede Meredith di buon occhio, Derek le chiede del tempo per sé e parte per il campeggio, ma ciò aumenta solo il suo desiderio per lei. La trova nel posto dove si sono incontrati la prima volta, - il bar di Joe – e decidono di ricominciare la loro relazione dall'inizio.
La vita professionale di Derek trova un ostacolo quando Richard Webber annuncia di voler andare in pensione. A Derek era stato promesso il suo posto, ma rimane sorpreso di scoprire invece che tale posizione è stata offerta anche a Preston Burke. Anche Addison e Mark si candidano.
Dopo un disastroso incidente che coinvolge un ferryboat, Derek viene mandato sulla scena a prestare soccorso. Quando trova il suo tesserino di riconoscimento su una vittima, Derek si rende conto che Meredith è la vittima dispersa. Una bambina gli comunica che la donna è caduta in acqua, quindi Derek si tuffa e la tira fuori, ma nonostante la continua rianimazione cardiopolmonare, all'arrivo in ospedale lei è ancora incosciente. Derek lavora per rianimarla finché i colleghi non lo mandano ad attendere nella hall. Mentre aspetta disperato notizie sulla sua fidanzata, visita la madre di Meredith, Ellis, e tenta inutilmente di rianimarla quando va in arresto. Quando Meredith si sveglia, è lui a comunicarle la morte della madre e trascorre la notte con lei in ospedale.
Dopo questo periodo lui rimane perplesso sul comportamento di Meredith (pensa che non abbia lottato abbastanza per tornare a riva visti i comportamenti precedenti) rimanendo però in silenzio nei suoi confronti.
Ma c'è un altro problema che complica il loro rapporto: Meredith viene accusata dal padre della morte di sua moglie, così Meredith si chiude in sé stessa.
Questo preoccupa molto Derek che vuole starle il più vicino possibile, ma lei non vuole che stia male per colpa sua quindi trascorre molto più tempo con i suoi amici invece di stare con lui.
Così Derek la sera successiva esce con il dottor Burke e incontra una ragazza, Lexie Grey la sorellastra di Meredith, che lo invita a bere con lei, ma i suoi pensieri sono rivolti solo ed esclusivamente a Meredith quindi l'allontana, non sapendo che è la sorella di Meredith.
Passata la sua crisi Meredith si scusa con Derek che le confessa di aver conosciuto una ragazza e anche se non è successo niente era stato il momento più bello della settimana e alla fine della terza serie i due si lasceranno poiché, come evidentemente si è visto nelle ultime puntate, Meredith non ricompensa il grande amore che Derek prova nei suoi confronti (ma in realtà non è così perché Meredith ama Derek e lui la ricambia).

### Quarta stagione
Per Derek e Meredith i problemi non finiscono; infatti egli viene costantemente respinto dal suo grande amore perché lei ha la paura di impegnarsi con lui. Addolorato da quella scelta, Derek comincia a uscire con un'infermiera di nome Rose che conosce durante un intervento.
Mark, il miglior amico di Derek, odia e non sopporta Rose e giustamente sta dalla parte di Meredith rassicurandola che tra Derek e Rose non durerà perché Derek è ancora innamorato di lei e quindi non apprezza e non vede di buon occhio la "storiella" con l'infermiera, che viene definita anche da Addison come una giovane dagli insulsi occhi da cerbiatta. Nel frattempo Derek e Meredith, sebbene non si riescano a sopportare, intraprendono una ricerca sulla cura di un tumore che inizialmente li demoralizza moltissimo perché non riescono a salvare pazienti ma solo a ucciderli. Dopo una serie di tentativi, i due riescono finalmente a salvare la vita di una paziente, decidono così di festeggiare la vittoria stappando una bottiglia di champagne, che precedentemente Derek aveva acquistato proprio per quel momento.
Meredith costruisce con le candele la loro casa dei sogni, avvenimento che permette loro di rimettersi insieme facendo notare a Derek che Meredith è cresciuta e che ha intenzione di impegnarsi. Ma il dottore decide di dedicarsi ad un'altra ragazza molto più bella e affascinante di cui non si sa ne il cognome ne il nome ma la sua iniziale è la V.

### Quinta stagione
Derek ricompare in un episodio di Private Practice, quando dovrà operare il fratello della sua ex moglie Addison Forbes Montgomery, Archer Forbes Montgomery per rimuovere dal suo cervello delle sacche di parassiti. L'intervento riesce, ma Archer richiede che venga effettuata un'altra TAC e Derek dice che non è necessario. Webber con l'aiuto della dott.ssa Bailey farà fare la TAC ad Archer. Archer, che è un neurologo molto capace, dice a Naomi e a Webber che nella TAC ha intravisto delle altre sacche di parassiti che secondo lui sono sfuggite a Derek. Webber consegna la TAC a Derek, il quale si accorge che non sono sacche di parassiti, ma piccoli versamenti dovuti all'intervento e per questo si arrabbia parecchio con Archer.
Durante l'episodio Ora o mai più decide di sposarsi con Meredith, decideranno di farlo da soli attraverso le promesse scritte in un post-it.
Una volta saputo che lo sconosciuto investito dal pullman è George, decide di operarlo immediatamente. Nonostante l'aiuto degli altri colleghi, O' Malley muore.

### Sesta stagione
Nella sesta stagione Derek diventa primario del Seattle Grace, in seguito ai problemi di alcolismo del capo Webber. Si rende ben presto conto che stare lontano dalla sala operatoria per le "scartoffie" non lo rende appagato.
Il suo rapporto con Meredith in questa stagione si consolida sempre di più, e i due decidono di avere un figlio, perché Derek non vuole che lei rimanga sola se gli succedesse qualcosa.
Nel finale di stagione scopriamo che in effetti Meredith è incinta e non vede l'ora di dirlo a Derek, ma non riesce a farlo a causa dell'allarme che si diffonde in ospedale quando il marito di una paziente deceduta incomincia a sparare sui medici.
L'uomo in realtà ce l'ha proprio con Derek, che ha dichiarato la morte cerebrale della moglie; gli spara al petto e Meredith vede tutto da lontano, trattenuta da Cristina.
Proprio Cristina opera Derek, in un ospedale deserto perché evacuato. Durante l'operazione l'uomo armato entra in sala e minaccia di uccidere Cristina se continua a operare Derek e Meredith per il forte stress perde il bambino.

### Settima stagione
I postumi del trauma subito nel finale della sesta stagione hanno effetti diversi sui protagonisti. Derek si mostra quindi più incosciente del previsto, e corre per le strade con la macchina, venendo spesso arrestato per l'alta velocità con cui la guida. Decide di cominciare un trial sull'Alzheimer con Karev, sostenendo che Meredith ne sia troppo coinvolta personalmente; nonostante ciò sarà Karev ad abbandonare il progetto perché lo definisce deprimente ed è sicurissimo che non riuscirà a reggere il trial per due anni e per questo Derek decide di chiederlo a Meredith che accetterà subito il posto. Durante la corsa per diventare specializzando capo, decideranno di adottare Zola, una bambina proveniente dal Malawi. Nel corso del trial scoprono che la moglie del capo, Adele, è malata di Alzheimer e peggiora ogni giorno di più. Derek e Meredith decidono di inserirla nel trial: in questa situazione Meredith scambia le cartelle dei pazienti in favore dell'agente attivo, ma viene scoperta da Karev. Quest'ultimo riferirà la situazione al capo. Derek, deluso dal comportamento di Meredith, decide di prendersi una pausa di riflessione e si allontana da solo nella casa che stavano costruendo.

### Ottava stagione
Dopo aver perso temporaneamente Zola, Derek e Meredith fanno pace e quest'ultima decide di cambiare specializzazione in modo da evitare di litigare durante il lavoro. Al posto di Meredith, Derek sceglie Lexie come sua assistente e nel finale dell'ultima stagione lui, Meredith, Lexie, Mark, Arizona e Cristina hanno un incidente aereo nel quale Derek subisce una lesione alla mano e ci sarà la preoccupazione che non possa più operare.

### Nona stagione
Nei primi episodi della nona stagione vediamo Derek sottoporsi a numerosi interventi alla mano che gli è stata lesionata per colpa dell'incidente aereo. Alla fine la mano di Derek torna come prima, grazie al nervo che gli dona sua sorella Lizzie.
Nell'incidente aereo nonostante lui sia sopravvissuto Lexi Grey e Mark Sloan sono deceduti 
È stato Derek a dare l'iniziativa di denunciare l'ospedale, alla fine la causa è stata vinta.
Compra l'ospedale insieme a Meredith, Arizona, Cristina e Callie.
Nell'ultima puntata durante una tempesta nasce Bailey suo figlio.

### Decima stagione
Derek opera la Brooks, ma senza avere buon esito. Dopo la nascita del piccolo Bailey, insieme a Meredith si prende un periodo di aspettativa dal lavoro per stare con il figlio, cosa che li distrugge. Durante il gran galà, organizzato per recuperare fondi, Meredith e Derek intraprendono una gara a chi rimorchia di più e dopo l'incidente accaduto durante la serata, decidono di ritornare al lavoro.
Derek e Callie sono alle prese con un progetto sperimentale su un uomo tetraplegico, ma lei vuole tirarsi indietro perché aveva iniziato questo progetto per aiutare Arizona soprattutto, ma essendosi lasciate vuole rinunciare. Anche Derek trovato un tumore nel cervello del paziente, vuole fermarsi, ma insieme decidono di continuare.
Derek sta valutando la possibilità di lavorare con una società che vuole usare il suo nome per sostenere il loro lavoro, ma Derek rifiuta la loro offerta perché "non vedono il quadro generale" e perché dovrebbe lavorare meno in modo che Meredith possa prendersi più tempo per la sua ricerca sulla vena porta, ma riceve pure una telefonata dal Presidente degli Stati Uniti, che lo invita ad accettare.
Per questo progetto, litiga con Meredith perché aveva promesso di lavorare meno. Va alla Casa Bianca, dove scopre che sanno molto su di lui, e ritornato cerca invano di fare pace con Meredith.
Inoltre, la Casa Bianca, gli impone di non usare i sensori in altre sperimentazioni, e quindi chiude quella con la Torres, che si ribella. Alla fine Derek riesce a far sì, che gli studi della Torres proseguano.
Derek fa molti viaggi a Washington, e dopo uno torna con la proposta di un lavoro presso il National Institutes of Health (NIH), e un'offerta per Meredith presso l'ospedale James Madison Hospital.

### Undicesima stagione
Derek all'inizio della stagione rifiuta l'incarico presso l'NIH come capo del progetto di mappatura del cervello umano per poter passare più tempo con la sua famiglia. In seguito a una brutta discussione e all'assegnazione dell'incarico di primario di neurochirurgia a sua sorella Amelia, Derek partirà quindi per Washington per dirigere l'importante progetto di ricerca voluto dal Presidente degli Stati Uniti. Dopo alcuni mesi presso l'NIH, Derek decide di ritornare a Seattle al Grey Memorial Sloan come neurochirurgo e si troverà nuovamente a mal sopportare il ruolo di primario di neurochirurgia di sua sorella Amelia. Il giorno in cui Derek si deve recare a Washington per rassegnare le dimissioni e passare le consegne, sulla strada per l'aeroporto, soccorre e salva le vittime di un incidente stradale molto violento. Mentre sta per abbandonare il luogo dell'incidente, fermandosi in mezzo alla strada per rispondere al telefono Derek viene travolto da un camion. Portato in un piccolo ospedale, i medici trascurano il suo trauma cranico e non eseguono una TAC al cranio, essendo troppo preoccupati dalla lacerazione all'addome. Una volta in sala operatoria i medici si accorgono del problema a livello cerebrale ma il neurochirurgo di turno tarda ad arrivare, in quanto era fuori a cena, e Derek muore cerebralmente. Sarà Meredith, portata in ospedale dalla polizia, a firmare i moduli per interrompere il supporto vitale. Meredith distrutta dal dolore torna in ospedale e rivela l'accaduto. Successivamente a causa della mancanza di Derek se ne andrà da Seattle. Alcuni mesi dopo Meredith darà alla luce sua figlia, Ellis.